# Porträtt av Sir Thomas More
Porträtt av Sir Thomas More är ett porträtt av Thomas More från 1527 som målades av den tyske konstnären Hans Holbein den yngre. Den finns idag på Frick Collection i New York.
Målning gjordes under perioden från 1526 då Holbein bodde i London. Han blev där vän med den holländske humanisten Erasmus av Rotterdam som rekommenderade honom att bli bekant med More, en mäktig och till riddare dubbad talman vid det engelska parlamentet.
Det finns flera nära relaterade målningar av Thomas More, en gouacheskiss av Holbein tillhör de kungliga samlingarna och en kopia, troligtvis ”målad i Italien eller Österrike i början av 1600-talet”, finns på National Portrait Gallery.

## Bildgalleri

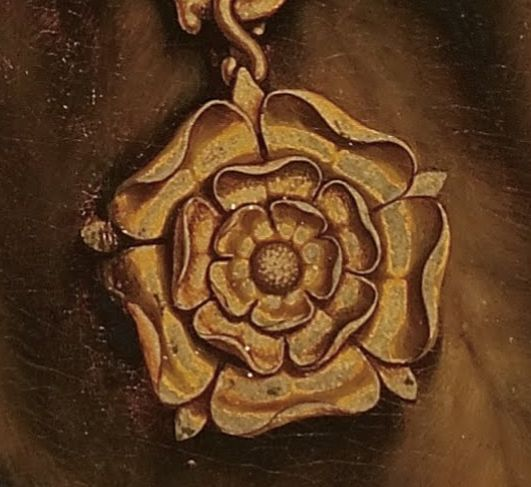
Detalj, Tudorrosen.